# Пионер-11
«Пионер-11» (англ. Pioneer 11, Pioneer G) — космический зонд НАСА, предназначенный для изучения Юпитера и Сатурна. Первый космический аппарат, пролетевший в окрестностях Сатурна, и второй (после «Пионера-10»), пролетевший в окрестностях Юпитера.

## Общая информация

Траектории межзвёздных зондов.

Масса аппарата — 258,5 кг, в том числе научные приборы — 30 кг. Высота — 2,9 м, максимальный поперечный размер (диаметр отражателя остронаправленной антенны) — 2,75 м. Отличие от аналогичного «Пионера-10» состояло лишь в наличии индукционного магнитометра для измерения интенсивных магнитных полей вблизи планет.
«Пионер-11» был запущен 6 апреля 1973 года с помощью ракеты «Атлас».

### Пролёт мимо Юпитера
Мимо Юпитера аппарат пролетел в декабре 1974 года и передал подробные снимки планеты, полюсов и Большого красного пятна. 2 декабря аппарат пролетел на расстоянии около 42 828 км от кромки облаков планеты. Была определена масса спутника Каллисто. Во время пролёта был совершён гравитационный манёвр для совершения последующего пролёта мимо Сатурна.
После пролёта, 16 апреля 1975 года был отключен датчик метеороидов на аппарате.

### Пролёт мимо Сатурна
1 сентября 1979 года он прошёл на расстоянии около 20 тысяч км от облачной поверхности Сатурна, произведя различные измерения и передав изображения планеты и её спутника Титана.
К этому времени оба аппарата программы «Вояджер» уже также пролетели мимо Юпитера и направлялись к Сатурну. Пионер-11 было решено перенаправить на схожую с «Вояджерами» траекторию для проверки возможности пролёта этих двух спутников рядом с планетой. Если бы там были какие-либо небольшие частицы колец, не позволявшие пролететь рядом с Сатурном, полёт к Урану и Нептуну был бы невозможен.
Был передан снимок небольшого спутника Сатурна, мимо которого аппарат пролетел на расстоянии 4000 км. Первоначально считалось, что это был спутник Эпиметей, открытый аппаратом днём ранее, но после пролёта «Вояджеров» выяснилось, что другой спутник — Янус, также мог быть этим неизвестным объектом. Аппарат также пролетел мимо Мимаса на расстоянии 103 000 км.

Изображение Юпитера
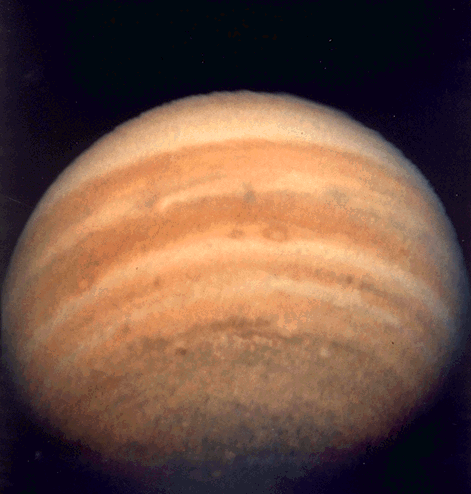
Во время пролёта через южный полюс планеты
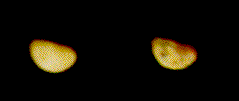
Изображение Ио, спутника Юпитера
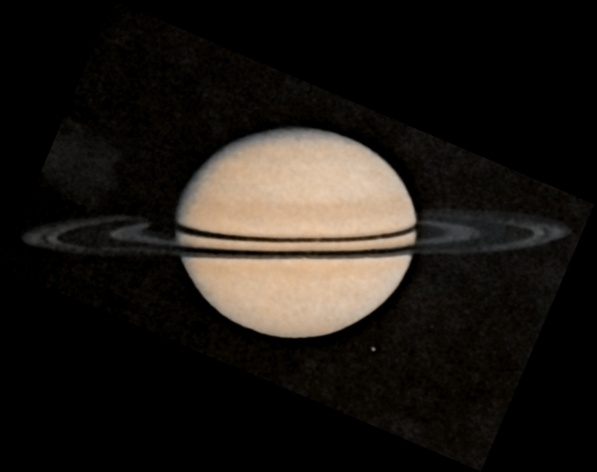
Изображение Сатурна
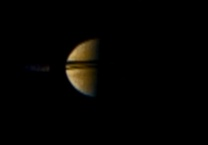
Во время отбытия от планеты
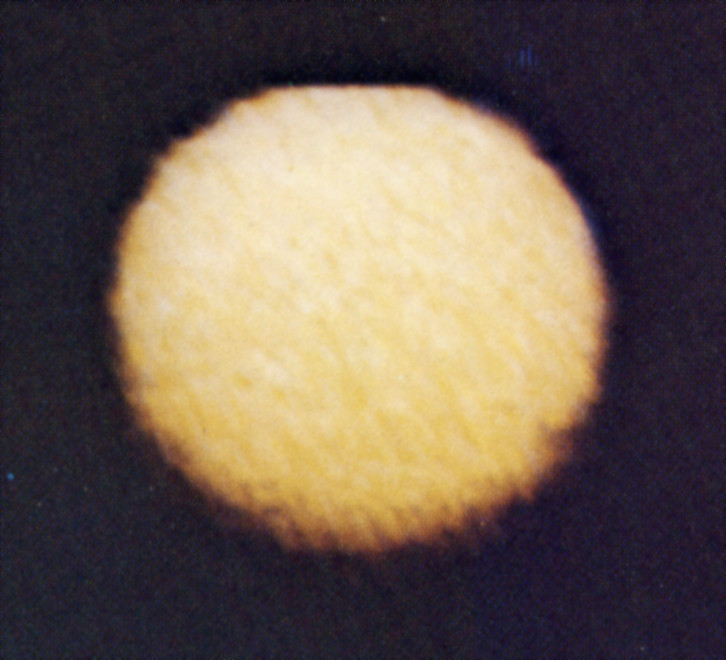
Изображение Титана, спутника Сатурна

## Текущее состояние
Последний сигнал от «Пионера-11» был получен 30 сентября 1995 года. После этого направление его антенны на Землю было утеряно, и аппарат не может маневрировать, чтобы вернуть его. Продолжает ли «Пионер-11» передачу сигналов — неизвестно, его дальнейшее отслеживание не планируется.
Предполагается, что «Пионер-11» направляется к созвездию Орла и пройдёт вблизи одной из составляющих его звёзд спустя примерно 4 миллиона лет.